# マーキュリー・マリーン
マーキュリー・マリーン（英語：Mercury Marine）は、 アメリカ合衆国のコングロマリット、ブランズウィック コーポレーション社のマリンエンジン部門。ウィスコンシン州のフォンデュラクにグローバル本社を構える。主に船舶用船外機の設計と製造を行っており、ブランズウィック・グループのクルーザー向けの船内外機や船内機の開発と製造も行っている。世界トップシェアのヤマハ発動機に次ぐ船外機の主要サプライヤーである。

## 歴史

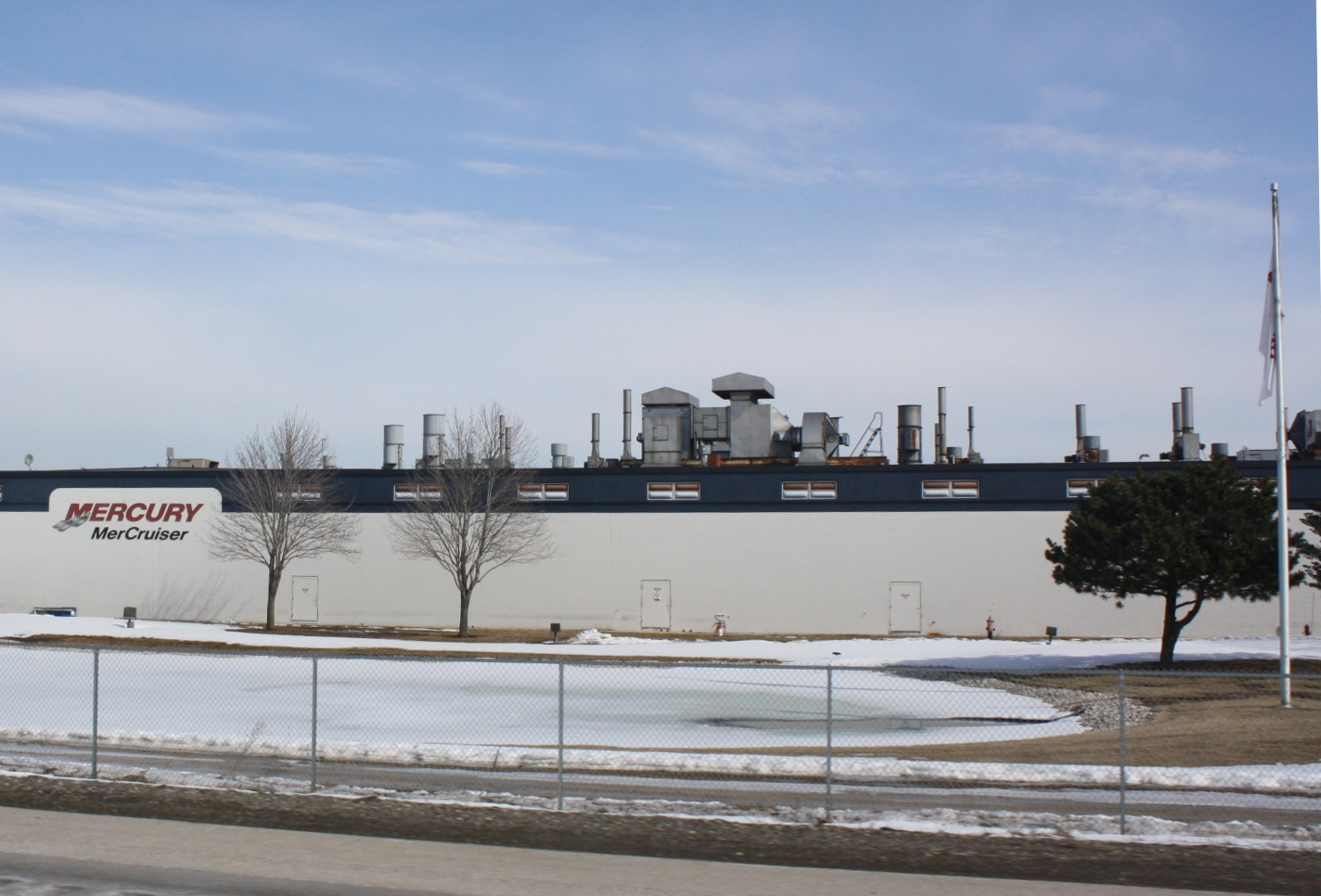
ウィスコンシン州フォンデュラクの本社

### 黎明期
1939年、アメリカ人の機械エンジニアであったカール・キーケーファーがウィスコンシン州シダーバーグにあった小さな機械メーカーを買収し、設立したキーケーファー・マーキュリーに始まる。
キーケーファー・マーキュリー社は当初、酪農産業向けの永久磁石を利用したマグネットコンベア分離機を製作することが目的であった。買収した機械メーカーには300基の船外機が不良在庫として溢れており、この不良品をキーケーファーと少数の従業員で修理し、アメリカの通信販売大手モンゴメリー・ワードに卸している。この販売された船外機は当初の設計よりも改善が施された改良品であったため、人気商品となった。キーケーファーはこの人気から競合他社よりも耐候性に優れた船外機を新たに設計し、当時人気であったマーキュリー自動車に肖り、自身の設計した船外機をマーキュリーと名付け、ロゴにはローマ神話の神であるメルクリウス（マーキューリー）を採用した販売を開始する。
キーケーファーは1940年に開催されたニューヨーク・ボートショーにおいて16,000台の受注を獲得した。 

### 第二次世界大戦
第二次世界大戦中には企業風土を変えており、キーケーファーは2人式の空冷式チェーンソーを開発する政府間契約の入札に参加する。これは、米陸軍の技術者がチェーンソーで使用するための軽量なエンジンを開発することが不可能であったため。キーケーファーは2カ月で新型の軽量チェーンソーを開発し、このチェーンソーは610 ㎜（24インチ）の丸太を17秒で切断可能な製品となり、競作の他社製品は52秒であった。この結果、マーキューリーは契約を獲得するに至った。

### 戦後：1940年代後半から1950年

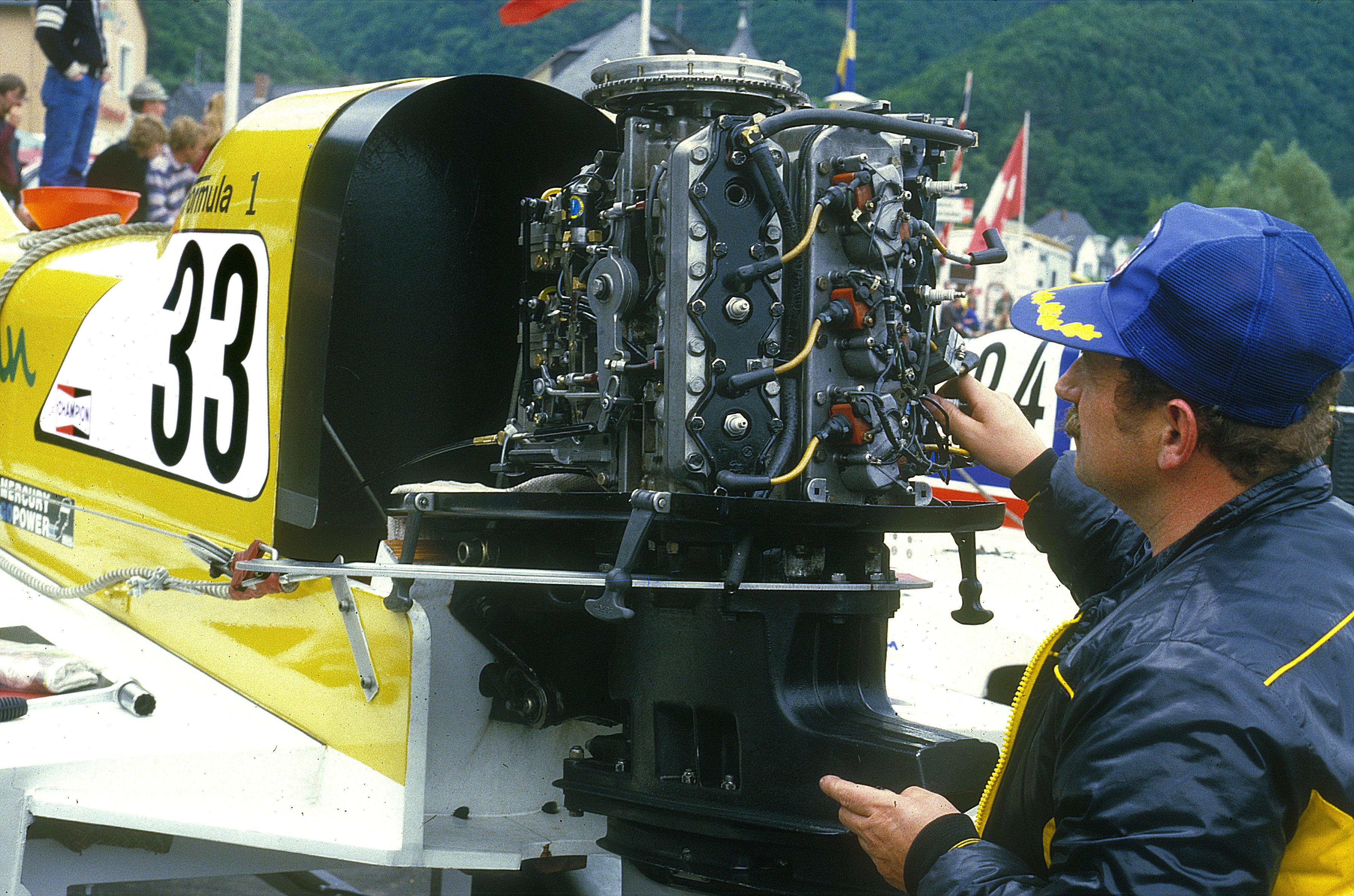
パワーボートに搭載された2サイクル6気筒のレース用エンジン

キーケーファーは、戦後、アメリカ人のプレジャーボートへの関心が高まることを予見していた。1947年のニューヨーク・ボートショーでは、10馬力の水平対向2気筒エンジンKE-7を発表し、ライトニングの愛称で呼ばれている。また、このエンジンは「スーパー10」とも称され、実際には約14馬力の出力を発揮した。1949年、KE-7はKF-7へと改称された。1951年、エンジンブロックは19.8立方インチと同等ながらも大幅に改良され、ハリケーンの名称が正式に与えられた。1951年に発表されたKG-7は約16馬力を発生し、1952年には、このモデルに前身、中立、後進のギアボックスと、ツイストグリップ式のスロットルが新たに採用されており、名称もクルーザーに変更された。その後すぐに20馬力まで出力が向上している。なお、より高出力の「H」バージョンも製造されているが、こちらには定格がなく、Hバージョン・マーキュリーは主にボートレースであるパワーボートで使用された。
NASCAR

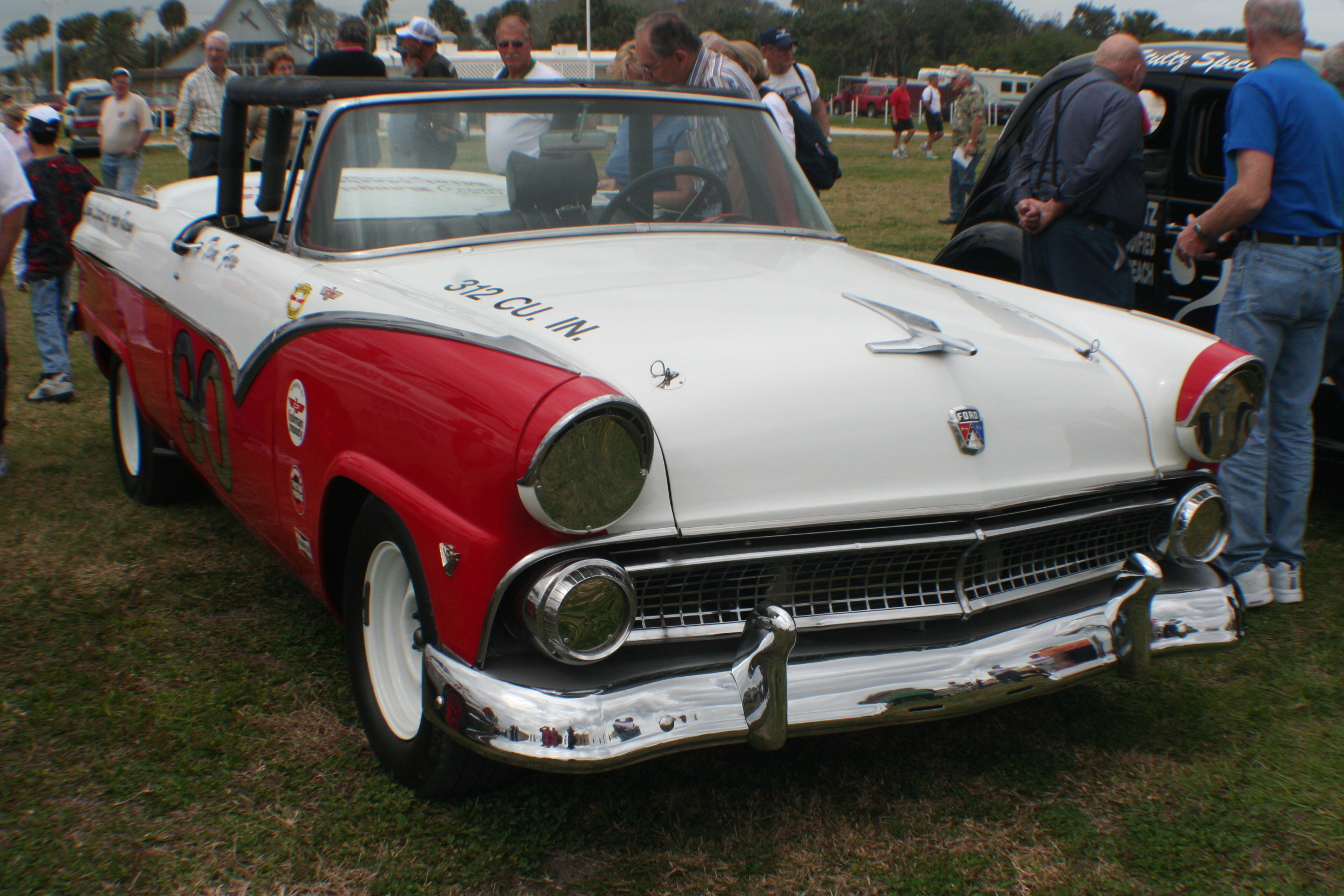
1955年、ティム・フロックが操ったレーシングカー

キーケーファーは、自社の宣伝活動のためNASCARとAAAが開催する自動車レースに参戦を表明し、レーシングチームを所有する。このチームは、1955年と1956年のみに限定された参戦となったが、一時は16連勝を記録するなどNASCARグランドナショナルを席巻する。このチームは、ティム・フロックとバック・ベイカーをドライバーに擁し、1955年と1956年のNASCARのシリーズチャンピオンに輝いている。

### 1960年代
マーキュリーの船外機は、競合他社のエンジンよりも馬力あたりの排気量が小さく、燃費が良いため、スキーのような大きな道具に乗った象をマーキュリーエンジンのボートで引く広告が一時期出版物に掲載された。キャプションには、Mercury, pulls an elephant. Runs on peanuts.（マーキュリー象を引く、ピーナッツで走る。）と表記されていた。
1961年、ブランズウィック コーポレーションと合併。シカゴ・ボートショーでスターンドライブを発表する。この製品は後に世界市場の80%を占めるまでに成長した。
1966年、マーキュリーの6気筒モデルには電子制御点火装置が導入されたが、これも業界初となる製品であった。
キーケーファーは1970年にキーケーファー・マーキュリーの社長を辞任し、1972年に社名を「マーキュリー・マリーン」に変更する。この期間マーキューリーは1960年代後半の他の多くの企業と同様、スノーモービルの製造も行っている。最初に製作されたモデルに搭載されたエンジンはチェーンソーで培った水平対向エンジンを250 ccまで拡大したものであった。

### 1970年代
1971年には、ロケット 340とライトニング 400と名付けられたスノーモービルを発表する。これらはアルミニウムのフレームを採用し、エンジンにはカナディアン・カーティス・ライト（CCW）製を採用した。1974年、マーキュリーはスノーモービルのレース用に設計された400 ccエンジンを搭載したSno-Twisterを発表。コーラー製の自然吸気エンジンを搭載したスノーモービルは400 ccクラスを制覇した。
1975年と1976年には、トレイル・ツインスターと命名されたスノーモービルも開発する。これらは当時最速を誇り、業界全体にとってスノーモービル構造の新時代の幕開けとなり、今日のスノーモービルに見られる基本的な形式を確立した。

### 1980年以降

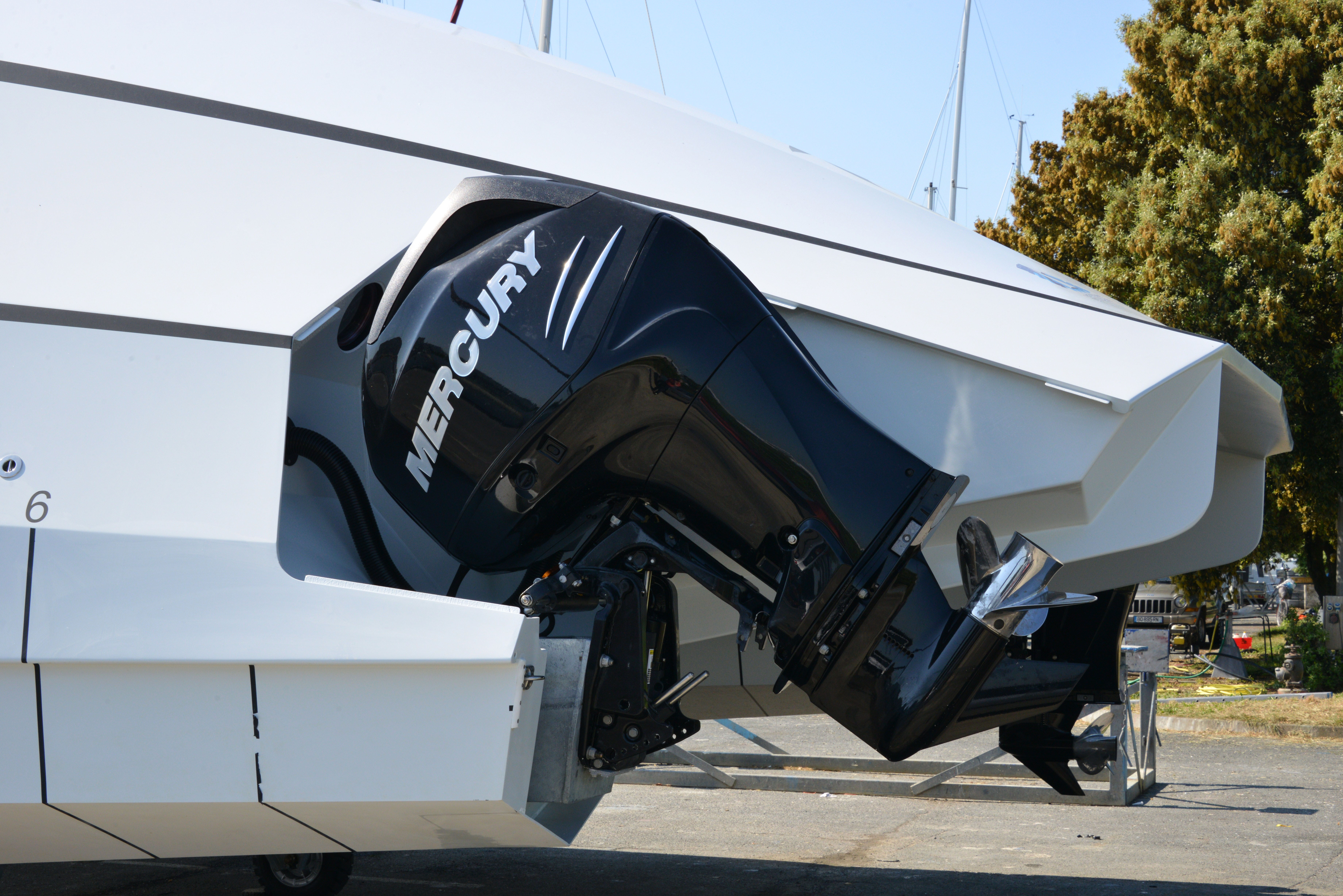
250馬力以上に採用されたブランド、マーキュリー・ベラード

マーキュリーのブランドポートフォリオによれば、船外機のマーキュリーと海外向けブランドであるマリナー、マーキュリー・マークルーザー部門ではスターンドライブと船内機を製造しており、エレクトリック・トローリング・モーターでのモーターガイド、マーキュリー・ テインブリッジ部門でプロペラ、マーキュリー・インフレータブルボートではインフレータブルボート、マリンエレクトロニクス部門のマーキュリー・スマートクラフト・エレクトロニクス、部品やオイル販売を行うモトトロンが含まれている。2008年10月にブランズウィックはモトトロンとマリンエレクトロニクスの一部門をコロラド州の企業に対し売却する。なお、30馬力以下のマーキュリー船外機は日本のトーハツマリーンがOEM供給を行っている。